# أقداش سفلي
أقداش سفلي (بالإنجليزية: Aqdash-e Sofla)‏ هي منطقة سكنية تقع في قسم بائين برزند الريفي (مقاطعة غرمي) في إيران. يقدر عدد سكانها بـ 168 نسمة .